# Amsterdam Symphony Orchestra
Het Amsterdam Symphony Orchestra (ASO) is een Nederlands symfonieorkest, gevestigd in Amsterdam (ook in Nederland wordt de Engelstalige naam gebruikt).
Het orkest bestaat uit ongeveer zeventig overwegend jonge musici, in principe professioneel, maar met soms een enkele zeer gevorderde amateur. Het orkest is in 2003 opgericht door de vaste dirigent Peter Sánta. 
Het ASO brengt uitsluitend programma's van de populaire klassieke stukken. Onbekende componisten worden bijna niet gespeeld. Hierdoor lukt het om voldoende publiek te trekken om zonder overheidssubsidies te kunnen bestaan. Ook krijgen de orkestleden, die niet in vaste dienst zijn bij het orkest, minder betaald dan bij andere orkesten.
Het Amsterdam Symphony Orchestra gaf aanvankelijk alleen concerten in Amsterdam, in de Beurs van Berlage, maar heeft sindsdien eigen series (gehad) in Tilburg, Maastricht, Haarlem, Den Haag, Utrecht en Rotterdam, te weten in de Concertzaal Tilburg, Theater aan het Vrijthof, de Philharmonie, de Dr. Anton Philipszaal, Muziekcentrum Vredenburg, de Doelen alsook in het Concertgebouw Amsterdam. Ook speelde het orkest tijdens een drie weken duren tournee in China en in de Philharmonie Berlin in Berlijn en nam het twee cd's op. Het Amsterdam Symphony Orchestra is onderwerp geweest van twee documentaires door AT5 en de Tros en is veelvuldig via radio en televisie te zien en te horen geweest.